# Echinogobius hayashii
Echinogobius hayashii es una especie de peces de la familia de los Gobiidae en el orden de los Perciformes.

## Morfología
Los machos pueden llegar a alcanzar los 7 cm de longitud total.

## Hábitat
Es un pez de Mar y, de clima templado y asociado a los  arrecifes de coral que vive entre 10-20 m de profundidad.

## Distribución geográfica
Se encuentra en el Japón y Australia Occidental.

## Observaciones
Es inofensivo para los humanos.